# رهفلده
رهفلده (به آلمانی: Rehfelde) یک شهر در آلمان است که در مرکیش-اودرلند واقع شده‌است. رهفلده ۴٬۵۸۷ نفر جمعیت دارد.